# Torpedo G7e
El torpedo G7e o sus variantes G7e/T2, G7e/T3 y G7e/T4 "Falke"  fueron, a excepción del modelo T4, los torpedos estándares utilizados por la Kriegsmarine  durante la Segunda Guerra Mundial. Todos los modelos G7e compartían similares características para poder ser usados en todos los submarinos alemanes (U-boot) empleados en la SGM. Con unas dimensiones de 53,3 cm de diámetro, 7,16 m de largo, estaban dotados de una cabeza de combate de 280 kg de hexanita. Todos ellos estaban propulsados por un motor eléctrico de 100 cv alimentado por baterías de plomo-ácido, las cuales necesitaban constante mantenimiento para mantener su fiabilidad. Adicionalmente, las baterías de estos torpedos necesitaban ser precalentadas hasta los 30 °C para lograr el máximo de velocidad y alcance, aunque por lo general esto no era muy tomado en cuenta por las tripulaciones de los submarinos, ya que poseían la ventaja de la sorpresa, permitiéndoles disparar el primer tiro a distancias menores de las máximas operacionales del torpedo.

## G7e/T2
El modelo T2 del G7e fue puesto en servicio en los submarinos alemanes desde los primeros días de la guerra, siendo una de sus principales ventajas con respecto al G7a, que era propulsado por un motor de combustión interna, el no dejar la clásica estela de burbujas sobre la superficie del mar y ser además virtualmente silencioso. Sin embargo, éstas eran las dos únicas ventajas que el T2 tenía sobre el G7a. El T2 tenía mucho menor alcance (3.000 m) y una menor velocidad (30 nudos).
El menor alcance y velocidad no eran los únicos problemas del modelo T2. Sus dos sistemas de detonación eran muy poco confiables. El mecanismo de detonación por proximidad magnética, diseñado para hacer detonar el torpedo al pasar bajo la quilla del blanco, era totalmente inconsistente, muy a menudo los T2 tendían a detonar prematuramente o bien no detonaban quedando totalmente inertes. Esto ocasionó que el Comando Supremo de Submarinos (Befehlshaber der U-Boote) o BdU ordenase que todos los torpedos G7e/T2 debían disparase únicamente en el modo de espoleta de contacto. Sin embargo, la espoleta de contacto tampoco era muy fiable y en ocasiones no producía su detonación. Por otra parte, el torpedo también tenía problemas en el mecanismo de estabilización de profundidad, ocasionando en varios casos que el torpedo errara el blanco pasando muy por debajo de la quilla de este. Las estimaciones de la razón de fallas del G7e/T2, por alguna u otra de las causas antes mencionadas, se estimó entre un 20% a un 40%.
No obstante lo anterior, la marina alemana, a insistencia del BdU destinó grandes recursos para corregir las deficiencias de los T2, las que gradualmente fueron mejoradas. Hacia finales de la Campaña Noruega, los problemas con la espoleta de contacto y con el sistema de estabilización de profundidad fueron solucionados. Asimismo, se efectuaron significativos avances en el sistema de detonación por proximidad magnética. Al mismo tiempo, el alcance de los T2 fue incrementado desde los 3.000 a 5.000 m y finalmente hasta los 7.500 m. Sin embargo, para esta época la producción del modelo T2 estaba siendo discontinuada.

## G7e/T3
Las mejoras introducidas en el diseño del G7e/T2 tuvieron consecuencia directa en la producción de la siguiente generación de torpedos eléctricos para los submarinos alemanes. Introducido en 1942, el modelo T3 representó la acumulación de todas las mejoras efectuadas sobre el original T2. Las deficientes espoletas utilizadas por el T2 fueron descartadas en favor de un nuevo diseño.
El T3 tenía un alcance máximo de 5.000 m y podía alcanzar una velocidad de 30 nudos. Con la aparición del diseño mejorado del T3 incluyendo el nuevo sistema de espoleta, el antiguo G7a, propulsado por combustión interna, fue totalmente descontinuado y rara vez utilizado durante el resto de la guerra. Utilizando la nueva y perfeccionada espoleta de proximidad del T3, los comandantes de submarinos alemanes podían hacer que el torpedo explotara bajo la quilla de sus blancos e inutilizarlos con un solo torpedo, incrementando de esta forma la efectividad total del arma submarina. Con el tiempo el T3 admitió incluso nuevas modificaciones tales como la incorporación de patrones de trayectorias programadas FaT (Flächenabsuchender Torpedo) y LuT (Lagenunabhänger Torpedo) especialmente utilizados para el ataque a convoyes.

## G7e/T4Falke
El modelo T4 representó una modificación mayor del original T3. El T4 no era un torpedo de carrera recta común, es más, fue el primer torpedo de guiado acústico de la historia. Podía correr a una velocidad de 20 nudos y hasta una distancia de 7.500 m., siendo introducido al servicio en marzo de 1943.
A principios de 1933 Alemania comenzó a desarrollar y probar diversos sistemas de guiado acústico para torpedos. Desde los inicios del arma submarina se albergó la esperanza de contar con torpedos que pudiesen ser disparados sin la necesidad de utilizar el periscopio. El uso del periscopio aumenta la tasa de indiscreción de un submarino, permitiendo su localización; además, al atravesar el casco del submarino, debilita su compartimentaje, restringiendo el límite de profundidad a la que puede llegar. Por otra parte, para los submarinos alemanes de la Segunda Guerra Mundial, la profundidad para la operación de periscopio era relativamente baja, generalmente cercana a los 15 m, quedando virtualmente expuestos al bombardeo aéreo, cargas de profundidad e incluso vulnerables a la artillería de superficie.
Con la introducción del "Falke" los U-boot podían permanecer y atacar a mayor profundidad sin que nada delatara su posición, con excepción del ruido de sus hélices. En vez de hacer el cálculo de tiro a través de los datos recogidos visualmente por el periscopio, el torpedo podía ser apuntado hacia la demarcación del contacto de sonido recogido por los hidrófonos del submarino, confiando que el mecanismo de guiado acústico encontrara el blanco sin la necesidad de una puntería más precisa por periscopio.
El Falke trabajaba en forma muy similar a un torpedo de carrera recta durante los primeros 400 m, a contar de donde sus sensores acústicos se activaban y buscaban el blanco. El altamente sensible sensor acústico del Falke requería que el torpedo fuera lo más silencioso posible, esto implicaba que su velocidad fuera sólo de 20 nudos, adicionalmente, el submarino lanzador debía detener sus motores. Considerando que el T4 fue diseñado principalmente para el ataque a barcos mercantes, su baja velocidad no constituyó una desventaja.
Se sabe que fue usado solo por tres submarinos, U-603, U-758 y U-221; considerados como exitosos, hundieron numerosos mercantes; sus prestaciones fueron satisfactorias, pero fue retirado de servicio rápidamente, siendo reemplazado por el G7es/T5 "Zaunkönig" (llamado por los Aliados GNAT, German Naval Acoustical Torpedo o Torpedo Acústico Naval Alemán), el cual era más rápido y con una mejor capacidad de seguir el sonido de los rápidos barcos de guerra y también del tráfico mercante.
A pesar de que su historia operacional fue breve, el Falke fue una prueba del concepto de torpedo de guía acústica. Fue introducido sólo dos meses antes que la U.S. Navy comenzara a ganar los combates con el Mark 24 FIDO "mine". El FIDO no era una mina, era un torpedo pasivo de guía acústica diseñado para ser lanzado por aviones de patrulla de largo alcance (fue designado como una mina por razones de seguridad). El inicio del éxito del Mark 24 ocurrió el 14 de mayo de 1943, cuando un PBY-5 del VP-84 hundió el U-640 con la nueva arma. Muchas fuentes afirman que el primer éxito alemán en combate con el Zaunkönig (GNAT) no ocurrió sino hasta septiembre de 1943. A pesar de que los aliados se dieron cuenta en septiembre de 1943 que los alemanes tenían un GNAT en servicio operativo, no fue hasta la captura del U-505 en junio de 1944 que tuvieron datos confiables sobre el torpedo de guía acústica alemán.